# Joseph-Émile Joëssel
Pour les articles homonymes, voir Joessel.
Joseph-Émile Joëssel (Wolxheim, 18 mars 1831 - Paris, 22 février 1898) est un ingénieur naval et inventeur français.

## Biographie
Il fait ses études à l'École nationale d'Arts-et-Métiers de Châlons-sur-Marne (Châlons-en-Champagne), promotion 1846, dont il sortit major en 1849.
Il poursuivra ses études avec acharnement puisqu'il entre à l'École polytechnique en novembre 1854 et en sort élève du génie maritime en mai 1856. Sous-ingénieur de 3e classe (mai 1858), il travaille à l'arsenal de Rochefort puis à l'établissement d'Indret (1860) où il devient un spécialiste des machines à vapeur. Sous-ingénieur de 1re classe (août 1863), il sert à Cherbourg (1864-1867) puis est adjoint au sous-directeur d'Indret (1869). Ingénieur de 2e classe (novembre 1873), nommé sous-directeur à Indret, il est promu ingénieur de 1re classe en octobre 1880 et prend sa retraite en novembre 1882.
Joëssel est l'inventeur d'une machine à essayer la résistance des métaux et d'un dispositif d'essai des lubrifiants qui ont été présentés à l'Exposition universelle de 1867. Il est surtout célèbre pour être l'inventeur du gouvernail compensé (1867) qui, expérimenté sur la frégate cuirassée Marengo, s'avéra remarquable et fut rapidement adopté par toutes les marines. On lui doit aussi des perfectionnements des chaudières à tirage forcé, des condensateurs et des appareils de ventilation. Il fit aussi des études sur la fabrication des torpilles et sur les hélicoptères.
Il meurt le 22 février 1898 à son domicile dans le 6e arrondissement de Paris.

## Récompenses et distinctions
- Chevalier (10 août 1868) puis officier de la Légion d'honneur (15 juin 1872).
- Un sous-marin, le Joessel, a été nommé en son honneur.